# Wu Dixi
Wu Dixi (chinesisch 吴迪西, Pinyin Wú Díxī; * 9. August 1962 in Nanhai) ist eine ehemalige Badmintonspielerin aus der Volksrepublik China.

## Karriere
Wu Dixi gewann Gold im Damendoppel mit Lin Ying bei der Weltmeisterschaft 1983. Zwei Jahre später erkämpften sie sich noch einmal Silber. Siegreich waren beide bei den All England 1982 und den All England 1984.

## Sportliche Erfolge
| Saison    | Veranstaltung     | Disziplin   | Platz | Name               |
| --------- | ----------------- | ----------- | ----- | ------------------ |
| 1981/1982 | Denmark Open      | Damendoppel | 1     | Lin Ying / Wu Dixi |
| 1981/1982 | German Open       | Damendoppel | 1     | Wu Dixi / Lin Ying |
| 1981/1982 | German Open       | Dameneinzel | 1     | Wu Dixi            |
| 1982      | Asienspiele       | Damendoppel | 3     | Wu Dixi / Lin Ying |
| 1982      | Swedish Open      | Dameneinzel | 1     | Wu Dixi            |
| 1982      | All England       | Damendoppel | 1     | Lin Yin / Wu Dixi  |
| 1983      | All England       | Damendoppel | 2     | Lin Yin / Wu Dixi  |
| 1983      | Weltmeisterschaft | Damendoppel | 1     | Lin Ying / Wu Dixi |
| 1984      | All England       | Damendoppel | 1     | Lin Yin / Wu Dixi  |
| 1985      | Weltmeisterschaft | Damendoppel | 2     | Lin Ying / Wu Dixi |